# محطة قطار شبيطة مختار
محطة شبيطة مختار هي محطة قطار جزائرية تقع في إقليم بلدية شبيطة مختار بولاية الطارف .

## الموقع في السكك الحديدية
تَقع المحطة في وسط مدينة شبيطة مختار، على الخط الممتد من عنابة إلى جبل العنق . تسبقها محطة الحجار وتتبعها محطة الذرعان.

## خدمة الركاب

### خدمة
تخدم محطة شبيطة مختار القطارات الإقليمية للاتصالات:
- عنابة – تبسة؛
- عنابة – شيهاني بشير .

### روابط خارجية
- "SNTF". Société nationale des transports ferroviaires (SNTF). مؤرشف من الأصل في 2025-05-31..